# Janez Marolt
Janez Marolt, slovenski zgodovinar, teolog, duhovnik (izstopil leta 1972), literarni komparativist in profesor, * 6. avgust 1943, Nožice, † 28. junij 2023.

## Življenjepis

### Mladost
Rodil se je v revni družini. Obiskoval je nižjo gimnazijo v Kamniku in klasično gimnazijo v Pazinu. Vojaščino je služil v Štipu v Makedoniji.

### Študij in delo
Diplomiral je na Teološki fakulteti v Ljubljani leta 1969 ter nato leta 1971 magistriral iz cerkvene zgodovine. Na Filozofski fakulteti v Ljubljani je leta 1977 diplomiral iz zgodovine in primerjalne književnosti. Leta 1990 je na Filozofski fakulteti tudi doktoriral s tezo Zgodovina naših krajev od leta 235 do 284 v luči Scriptores historiae avgustae. Leta 1980 je opravil bibliotekarski izpit.
V letu 1987 je na Pedagoški fakulteti Univerze v Mariboru, postal asistent, 1991 pa docent za zgodovino Starega Vzhoda, zgodovino antičnih Grkov ter zgodovino antičnih Rimljanov. Poleg tega je na Filozofski fakulteti v Ljubljani predaval zgodovino Starega Vzhoda in na Medicinski fakulteti v Ljubljani od študijskega leta 1989/1990 medicinsko latinsko terminologijo.
Od leta 1988 do 1992 je bil tajnik Zveze zgodovinskih društev Slovenije. Dva mandata, v letih 1992−1996 ter 1996–2000, je bil član upravnega odbora Prešernovega sklada.
Bil je član Prostovljnega gasilskega društva Homec in častni član Kulturnega društva Jože Gostič Homec.

### Duhovništvo in izstop
Posvečen je bil v ljubljanski stolnici. Kot kaplan je najprej tri leta deloval v Kranju, nato pri Šempetru in Šentjakobu v Ljubljani. Leta 1972 je iz duhovništva izstopil.

### Smrt in pogreb
Umrl je po hudi bolezni, ki je zahtevala veliko operacij in mu otežila gibanje. Pokopan je bil 3. julija 2023 na Homcu. Mašo je vodil Tadej Ložar. Mašo zadušnico je ob številnih duhovnikih, med katerimi so bili Maroltovi sošolci, daroval pater Ciril Božič, gvardijan kamniškega frančiškanskega samostana.

### Družina
Z ženo, patologinjo Vero Ferlan Marolt, s katero se je poročil leta 1975, je imel hčeri Tino (zdravnica, poročena Bregant) in Niko ter sina Tomaža.

## Dela
- Marolt, Janez. Kartuzijani na Slovenskem do začetka reformacije: zgodovinski oris, vloga in pomen, magistrska naloga. Ljubljana, 1971.
- Marolt, Janez. Medicina v antiki kot temelj oz. prolog njenega nadaljnjega razvoja; v: Med medicino in literaturo. Ljubljana, 1995, strani 327–332 .
- Marolt, Janez. Antična arhitektura; v: Grafenauerjev zbornik. Ljubljana, 1996, strani 191–204 (COBISS).
- Marolt, Janez. Primerjava med Hamurabijevim zakonikom, Pentatevhom / Peteroknjižjem in zakonikom XII plošč; v: Časopis za zgodovino in narodopisje 34 (1998), strani 209–245 (COBISS).
- Marolt, Janez in drugi. Slovenci skozi čas: Kronika slovenske zgodovine. Ljubljana, 1999.